# Complejo Hidroeléctrico Uribante Caparo
El Complejo Uribante Caparo,   luego llamado Desarrollo Uribante Caparo, DESURCA; también llamada Complejo Hidroeléctrico Leonardo Ruíz Pineda  y más recientemente Fabricio Ojeda es un grupo de tres embalses de agua dulce destinada a la producción de energía eléctrica a través de tres centrales hidroeléctricas situada en el municipio Uribante del Estado Táchira, Venezuela. Esta obra nació luego de varios cambios a los diferentes  proyectos presentados desde la década de los años 1960s, dándose por fecha del Proyecto definitivo en 1983, se inició en septiembre de 1987, la segunda etapa empezó en 1990, sin embargo, la falta de lluvias no lleva a los niveles necesarios de agua y el aumento del consumo de energía ya no cubren la demanda, así como irregularidades y corrupción durante su construcción y mantenimiento.

## Historia
Sus inicios se remontan a los años 1961-1962 cuando se aprueban otros proyectos hidroeléctricos nacionales como la Central Hidroeléctrica del Gurí, entre otras, el Desarrollo Uribante Caparo se inicia con los grandes levantamientos topográficos en el terreno y con apoyos del avión y cámara de la Cartografía Nacional o avión alquilado a empresas especialistas en levantamientos aerofotogametricos que abarcaron tres estados Barinas (Municipio Ezequiel Zamora), Mérida y Tachira (municipios Libertador y Uribante) enfocándose luego de la topografía de detalle, siguiendo el censo poblacional y de fincas con una amplía campaña infomativa y procediesdose luego a la adquisición de bienechurias y expropiaciones de fincas y caseríos con fin de utilidad pública a través de las diferentes Gacetas Oficiales
El complejo hidroeléctrico Leonardo Ruiz Pineda, se apoya en un sistema de cuatro presas construidas entre 1980 y 1986 que dan origen a tres embalses (lagunas artificiales) y que ocupan una superficie de 2.000 ha. Los principales ríos que sirven de soporte al sistema hidrográfico son  Uribante,  Doradas,  Caparo y Camburito (Valero 2009). Los planes originales contemplaban la construcción de tres estaciones hidroeléctricas, alimentadas por los tres embalses de donde se transportaría las aguas por túneles de trasvase, y tendría una capacidad instalada de 1.260 MW y una producción de energía media anual de 4.400 GW/h. El proyecto total se esperaba que generara el 3% del total de energía hidroeléctrica nacional, en un principio se desarrollaría en tres etapas
- Central hidroeléctrica San Agatón, que es alimentada del Embalse Uribante (1,098 m s. n. m.) al construirse la represa La Honda por un túnel de trasvase de una longitud de unos 6 km desde la toma hasta la central, con dos turbinas tipo Pelton y una capacidad instalada de 300 MW, es la única que esta funcionando. Estas aguas llegan al embalse  Doradas
- Central Hidroeléctrica Las Cuevas o La Colorada (solo esta en fase de proyecto el embalse y la central, año 2019), alimentada del Embalse  Doradas (715 m s. n. m.) al construirse la represa Las Cuevas , por un túnel de trasvase de unos 4.66 km desde la toma San Buenas a la central y un diámetro interno de 3.8 m, con dos turbinas tipo Francis y una capacidad instalada de 460 MW (en primera etapa). Estas aguas llegan al embalse Camburito-Caparo[4]
- Central Hidroeléctrica Fabricio Ojeda, alimentada del Embalse Camburito-Caparo  (310 m s. n. m.) su proyecto inició hace más de 25 años con la construcción de la presa La vueltosa y la presa Borde Seco, proyecto preparado para tres turbinas tipo Francis y una capacidad instalada de 540 MW, sin embargo, la central hidroeléctrica instalada no estaba operativa al cumplir las fechas del proyecto. Ubicada a unos 200 m de la presa Borde Seco, sus aguas llegan al río Camburito y finalmente al río Apure. La central entró en operaciones parcialmente el 2012  con la activación de la máquina N.º 1.[5] En septiembre de 2014 se inauguró la máquina N.º 2.[6] En junio del 2020 se logra sincronizar el software de la máquina N.º 3 para incorporarlo al Sistema Eléctrico Nacional (SEN).[7] La obra fue presupestada, el monto de dicho contrato suscrito el 11 de mayo de 2003 fue de USD 160.463.000,00, con un plazo de ejecución de entre 35 a 37 meses, habiéndose firmado el acta de inicio de los trabajos el 22 de septiembre de 2004.[8]

Para la construcción del Embalse Uribante se tuvo que evacuar a los lugareños que vivían en el pueblito llamado Potosí, para poder inundarlo artificialmente, es uno de los Cinco pueblos que fueron intencionalmente inundados en el siglo XX para construir un embalse.

## Ubicación
El Complejo Hidroeléctrico Leonardo Ruiz Pineda, conocido como Uribante-Caparo, se ubica en el piedemonte andino-llanero entre los estados Barinas, Táchira y Mérida en la región de la Serranía del Uribante, también llamado Macizo del Uribante o Ramal del Uribante, consta de tres desarrollos, en tres cuencas diferentes próximas, uno de ellos por ejecutarse, recoge las aguas del sistema fluvial Uribante-Doradas: a) Uribante-Agua Linda-Doradas, b) - Doradas-Camburito y c) - Camburito-Caparo
- Desarrollo I (terminado) el primer desarrollo, el embalse Uribante está ubicado a 30 minutos de la población de Pregonero capital del Municipio Uribante del estado Táchira en la región andina de Venezuela, tiene construida la presa La Honda y su Central Hidroeléctrica San Agaton, comprende dos túneles de trasvase de aguas: el túnel Agua linda-Doradas y el túnel de derivacion a la Central San Agaton.[11]
- Desarrollo II (sin ejecutar) este segundo desarrollo comprende el embalse Doradas, con la presa Las Cuevas y la Central Hidroeléctrica la Colorada que al momento de los estudios se descubrió una zona arqueológica la cual se debe salvaguardar al iniciarse el proyecto, éste comprende un túnel de trasvase de aguas: Doradas-camburito[12]
- Desarrollo III (terminado) este último desarrollo termina con la presa Borde Seco y la presa La Vueltosa que originó el embalse Caparo de los ríos Caparo y Camburito y su Central Hidroeléctrica La Vueltosa (hoy Central Hidroeléctrica Fabricio Ojeda).  Embalse Camburito-Caparo (310 m s. n. m.)

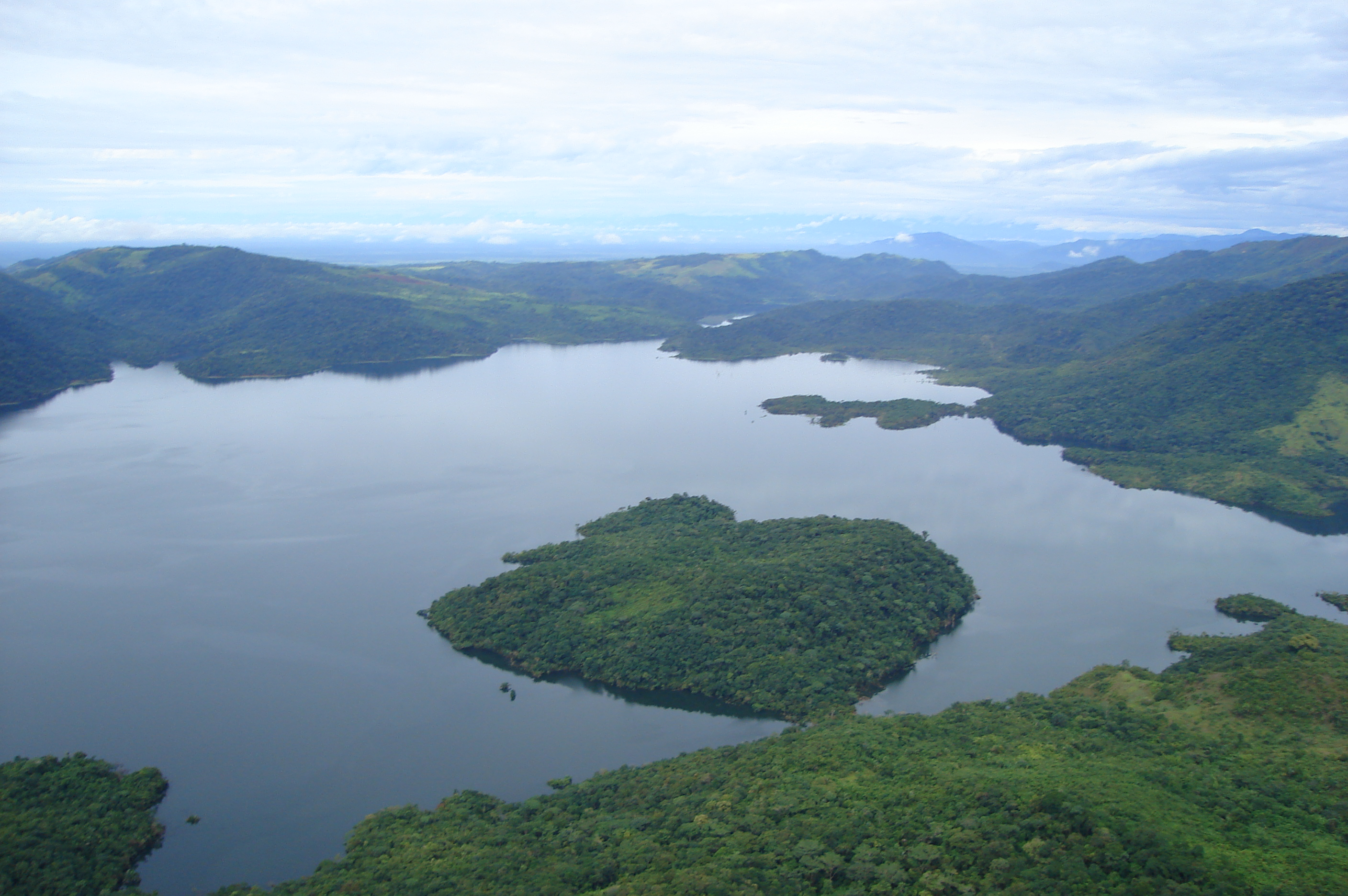
Embalse Camburito-Caparo (310)

### Inmediaciones
Cerca de la represa se encuentran ubicados varios campamentos turísticos, llamados: Siberia, La Trampa y La Trampita. Además en temporada de vacaciones o feriados se pueden observar los vuelos de parapentistas que saltan desde un cerro llamado la tortuga, siendo un evento divertido para las personas que disfrutan de la vista.

### Zonas arqueológicas
La existencia de restos arqueológicos en la zona de Pregonero de plataformas empedradas

## Complejo Hidroeléctrico
El Complejo Hidroeléctrico Uribante-Caparo, está localizado dentro de las inmediaciones del Proyecto Uribante-Caparo del sector San Agatón, Estado Táchira y tiene por finalidad regular los caudales de la cuenca alta del río Uribante, trasvasarlos a la cuenca del río Doradas y finalmente trasvasarlos a la cuenca del río Caparo para utilizarlos en la generación de energía eléctrica, aprovechando el desnivel existente entre los valles al formar tres medianos embalses.

## Medidas
Las obras de generación están constituidas por dos túneles de trasvase y la Casa de Máquinas. El túnel tiene un diámetro interno de 5,3 m. y una longitud total de 8.120 m., con un tramo superior a 6.595 m. y una chimenea de equilibrio de 140 m de altura. La Casa de Máquinas está ubicada en la margen derecha del río San Agatón, en la confluencia de con la quebrada “La Piñalera”.

## Características
Esta Central Hidroeléctrica cuenta con dos turbinas tipo Pelton (vertical), marca Sulzer Escher Wiss, de 174,50 MW nominales de potencia cada una, acopladas a dos generadores de 158 MVA de potencia nominal y una velocidad de 225 rpm y un factor de potencia de 0,95.

## Acusaciones de corrupción
La construcción de la Central Hidroeléctrica Fabricio Ojeda, conocida como La Vueltosa, en el estado Táchira, se reactivó el 11 de mayo de 2003. Nervis Villalobos como viceministro de Energía y minas, como miembro directivo de CADAFE, autorizó al consorcio franco brasilero Alstom Power Hidro para la contratación de la construcción del cuarto de Máquinas conformado por dos turbinas de 257 MW cada una, más los desarrollos asociados, cuyo acuerdo establecía que la central estaría lista en un plazo de 37 meses contados a partir de la firma del acta de inicio, es decir a finales del 2005, “por un monto de USD 160.463.000,00, distribuidos de la siguiente forma: componente nacional, 35% equivalentes a Bs. 77.152.616.187,50, a la tasa de cambio referencial de 1.373,75 bolívares por dólar pactado en noviembre del 2002; componente importado, 65% equivalente a USD 104.300.950,00” cuyo 80% del financiamiento corría por cuenta del Ministerio de finanzas y el Banco de desarrollo de Brasil (Bndes) y el acta se suscribió en septiembre del 2004 con lo que demoro para su ejecución, que comenzó a operar en el 2013 de manera incompleta. tal es así que a la fecha no se encuentra operativa. una serie de enmiendas y addendum en sus cláusulas un monto correspondiente a la reingeniería para la ampliación de la Subestación La Vueltosa ascendió a USD 877.477,00